# Kursächsischer Viertelmeilenstein Annaberg-Buchholz
Der denkmalgeschützte kursächsische Viertelmeilenstein Annaberg-Buchholz gehört zu den Postmeilensäulen, die im Auftrag des Kurfürsten Friedrich August I. von Sachsen durch den Land- und Grenzkommissar Adam Friedrich Zürner in der ersten Hälfte des 18. Jahrhunderts im Kurfürstentum Sachsen errichtet worden sind. Er befindet sich in einer Gartenmauer auf dem Hof des Grundstücks Wilischstraße (zuvor Leninstraße) 19 an der alten Poststraße von Leipzig nach Prag in der sächsischen Stadt Annaberg-Buchholz.

## Geschichte
Der Stein trägt die Jahreszahl 1723. Das Kopfstück fehlt. Der Stein wurde 1875 bei der Straßenverbreiterung vom Straßenmeister gefunden und von diesem in seinem Grundstück aufgestellt. Durch das Einmauern des Steines ist keine Reihennummer sichtbar, so dass der Originalstandort unbekannt ist.